# Taher
Taher (em árabe: الطاهير) é uma cidade, o centro industrial da província de Jijel, Argélia. Segundo o censo de 2008, a população total da cidade era de 77 367 habitantes.

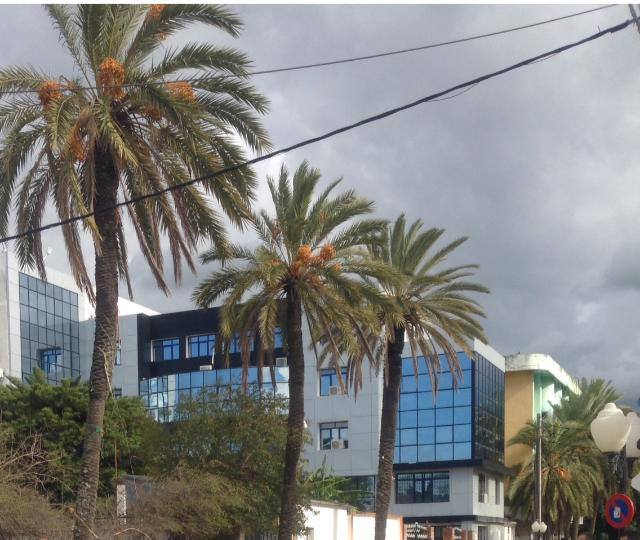
Sede da prefeitura, Taher